# Demandasaurus
Demandasaurus – rodzaj zauropoda z rodziny Rebbachisauridae żyjącego we wczesnej kredzie (późny barrem lub wczesny apt) na terenach dzisiejszej Europy. Gatunkiem typowym jest D. darwini; jego holotypem jest odkryty w osadach formacji Castrillo de la Reina w hiszpańskiej prowincji Burgos niekompletny szkielet z zachowanymi obiema kośćmi przedszczękowymi, lewą kością zębową, sześcioma zębami, trzema kręgami szyjnymi, pięcioma żebrami szyjnymi, dwoma kręgami grzbietowymi, dziewięcioma żebrami, dziewiętnastoma kręgami ogonowymi, dziewięcioma szewronami, obiema kośćmi kulszowymi oraz lewą kością udową. Gatunek ten wyróżnia dziewięć autapomorfii, w tym m.in. obecność otworu poniżej przedniego wyrostka stawowego (infraprezygapophyseal chamber) na tylnych kręgach szyjnych, w którym to otworze znajduje się pionowa, widełkowata blaszka kostna; obecność dwóch dużych otworów w łukach kręgowych środkowych kręgów grzbietowych; obecność dwóch dużych otworów, rozdzielonych blaszką kostną, w wyrostkach poprzecznych przednich kręgów ogonowych oraz obecność dwóch równoległych grzebieni kostnych na powierzchni bocznej trzonów środkowych kręgów ogonowych. Z przeprowadzonej przez Sereno i współpracowników (2007) analizy kladystycznej wynika, że Demandasaurus (wówczas jeszcze nienazwany, autorzy nazywali go jedynie "hiszpańskim rebbachizaurydem") należał do rodziny Rebbachisauridae; nie był jednak blisko spokrewniony z innym możliwym europejskim przedstawicielem rodziny, histriazaurem (który według tej analizy był najbardziej bazalnym przedstawicielem Rebbachisauridae), lecz był taksonem siostrzanym do afrykańskiego rodzaju Nigersaurus. Analiza kladystyczna przeprowadzona przez autorów opisu D. darwini potwierdziła, że był on siostrzany do nigerzaura; potwierdziła też, że histriazaur był najbardziej bazalnym przedstawicielem Rebbachisauridae.
Choć wszyscy znani przedstawiciele Rebbachisauridae żyli w kredzie, pozycja filogenetyczna rodziny (jest ona siostrzana do kladu Flagellicaudata, którego pierwsi przedstawiciele żyli już w jurze) dowodzi, że musiała się ona pojawić już w okresie jurajskim, jeszcze przed ostatecznym rozpadem Pangei; hipotetycznie możliwe jest więc, że D. darwini jest przedstawicielem linii ewolucyjnej rebbachizaurów, które żyły na terenach dzisiejszej Hiszpanii jeszcze w jurze. Autorzy jego opisu uznają to jednak za mało prawdopodobne, wskazując na bliskie pokrewieństwo Demandasaurus z wczesnokredowym afrykańskim rodzajem Nigersaurus oraz na fakt, że nie są znane żadne skamieniałości hiszpańskich rebbachizaurów starszych od D. darwini. Ich zdaniem rebbachizaury najprawdopodobniej skolonizowały obszar dzisiejszej Europy dopiero w barremie dzięki pomostowi lądowemu, jaki przypuszczalnie powstał wówczas między zachodnią Laurazją a północną Gondwaną. Miejsce odkrycia skamieniałości histriazaura sugeruje, że ów pomost lądowy mógł znajdować się mniej więcej tam, gdzie obecnie znajduje się Półwysep Apeniński.